# Finnklobben (Kumlinge, Åland)
Finnklobben är en ö i Åland (Finland). Den ligger i Skärgårdshavet och i kommunen Vårdö i landskapet Åland, i den sydvästra delen av landet. Ön ligger omkring 38 kilometer nordöst om Mariehamn och omkring 240 kilometer väster om Helsingfors.
Öns area är 5,1 hektar och dess största längd är 360 meter i nord-sydlig riktning. Ön höjer sig omkring 5 meter över havsytan.